# 183 v.Chr.

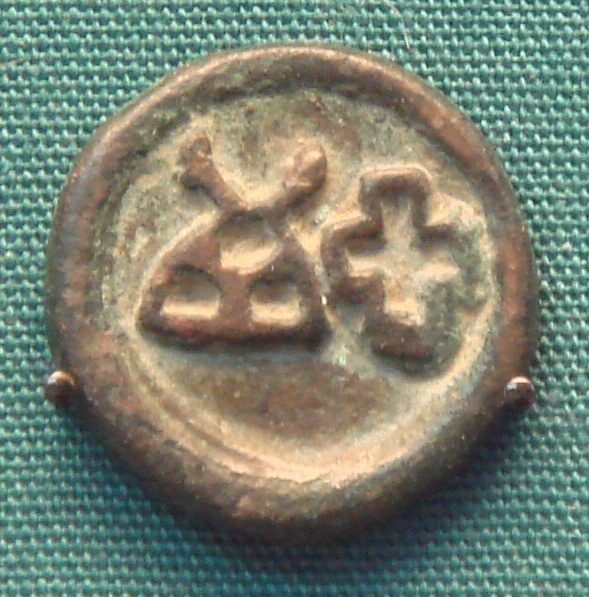
Munt van Taxila
2e eeuw v.Chr.

Het jaar 183 v.Chr. is een jaartal in de 2e eeuw v.Chr. volgens de christelijke jaartelling.

## Gebeurtenissen

### Italië
- De Romeinen stichten in de Povlakte en Toscane, de handelskoloniën Modena, Parma en Pisa.

### Griekenland
- Philopoemen, leider van de Achaeïsche Bond, wordt door opstandige Messeniërs gevangengenomen en gedwongen zelfmoord te plegen.

### Klein-Azië
- Rome vraagt om de uitlevering van aartsvijand Hannibal Barkas en stuurt spionnen naar Bithynië. Om aan zijn vervolgers te ontkomen, pleegt hij in Libyssa zelfmoord door gif in te nemen.
- Koning Pharnaces I van Pontus verovert de stad Sinope en voegt de stad toe aan zijn uitbreidende rijk.

### India
- Demetrius I van Bactrië verovert de Punjab in de Indusvallei en sticht aan de overzijde van de rivier tegenover Taxila, de nieuwe hoofdstad Sirkap.[1]

## Geboren
- Publius Cornelius Scipio Nasica Serapio (~183 v.Chr. - ~132 v.Chr.), Romeins consul en pontifex maximus

## Overleden
- Hannibal Barkas (~247 v.Chr. - ~183 v.Chr.), Carthaags veldheer en zoon van Hamilcar Barkas (64)
- Philopoemen (~253 v.Chr. - ~183 v.Chr.), Grieks staatsman en veldheer (70)
- Publius Cornelius Scipio Africanus (~236 v.Chr. - ~183 v.Chr.), Romeins consul en veldheer (53)